# Македонско студентско дружество „Дружба“
Македонското студентство дружество „Дружба“ е асоциация на българските студенти и интелектуалци от Македония в София. Дружеството е формирано в края на 1890 година от студентите от Македония в София. Сред по-видните членове са Даме Груев, Петър Попарсов, Христо Коцев, Димитър Мирчев, Никола Дейков и Никола Наумов. Асоциацията има конспиративна насоченост и се опитва да се легализира посредством издаването на списание. Дружеството подготвя свой правилник, който е изпратен за печат в Румъния, но печатницата изгаря заедно с него.

## Цели
Целите на организацията са:
1. Освобождаване на Македония от османска власт
2. Формиране на революционна организация в Македония
3. Привличане на съмишленици и изпращането им в Македония
4. Издаване на списание, което да се противопоставя не само на турския терор, но и на пропагандите

## Разпускане
През март 1891 година след убийството на министъра на финансите Христо Белчев, Даме Груев и Никола Наумов са арестувани и затворени, а дружеството решава да се саморазпусне, за да се избегнат други жертви.